# 뉴기니플라니갈레
뉴기니플라니갈레 또는 파푸아플라니갈레(Planigale novaeguineae)는 주머니고양이과에 속하는 유대류의 일종이다. 뉴기니섬의 플라이 강 횡단 사바나 및 초원 생태구에서 서식하는 작은 유대류 식육동물이다.